# 劉治宇
劉治宇（1993年1月5日—），辽宁大连人，是中国一位男子赛艇选手。
他於2019年世界赛艇锦标赛上获得奖牌。2020年東京奧運會上聯同隊友张亮獲得男子雙人雙槳銅牌。